# روز جهانی مرد
روز جهانی مرد (به انگلیسی: International Men's Day) یک رویداد بین‌المللی سالانه است که مصادف با ۱۹ نوامبر معادل ۲۹ آبان خورشیدی می‌باشد. این روز برای شناخت و تجلیل از دستاوردهای فرهنگی، سیاسی و اقتصادی-اجتماعی مردان، برپا داشته می‌شود.
این رویداد برای جشن گرفتن زندگی پسران و مردان، دستاوردها و مشارکت‌های ایشان، به خصوص مشارکت‌های آنان که به نفع کشور، اتحادیه، جامعه، انجمن، خانواده، ازدواج و پرورش کودکان بوده است، جشن گرفته می‌شود. هدف غایی و نهایی این رویداد ترویج آگاهی بخشی نسبت به مشکلات مردان است.